# Mahendra Chaudhry
Mahendra Pal Chaudhry (Ba, 9 de febrero de 1942) es un político de la República de Fiyi. Es conocido sobre todo por haber sido Primer Ministro de mayo de 1999 a mayo de 2000. Fue el premier indo-fiyano (de origen indiano) en acceder en esta plaza, y fue derrocado por un golpe de Estado en 2000. Es el actual jefe del Partido Laborista de Fiyi.  También fue Secretario general de la Unión Nacional de los Granjeros.
Después de 56 días en cautiverio tras el golpe, fue liberado el 13 de julio y posteriormente se embarcó en una gira por el mundo para conseguir apoyo. Fue una de las principales voces levantadas en oposición a la Comisión de Unidad y Reconciliación propuesta por el gobierno de Laisenia Qarase, que según él era sólo un mecanismo para conceder amnistía a las personas culpables de delitos relacionados con el golpe. En enero de 2007, fue nombrado Ministro de Finanzas, Empresa Pública de Reforma del Azúcar y Planificación Nacional en el gabinete interino del comodoro Frank Bainimarama, tras otro golpe de Estado.  Chaudhry también fue copresidente del grupo de trabajo centrado en el crecimiento económico dentro del Consejo Nacional para la Construcción de un Fiji Mejor. En agosto de 2008, abandonó el gobierno y se convirtió en un abierto crítico del mismo.